# キハーダ
キハーダ（スペイン語: quijada）は、体鳴楽器に分類される打楽器のひとつ。広くラテンアメリカの多くの地域のラテン音楽で使われる楽器である。quijadaは原義では、顎の骨を意味する。アフリカからラテンアメリカ地域に連行された黒人奴隷たちがもたらした、アフリカ音楽の影響を受けた楽器でもある。

## 概説
ロバや馬の下顎の骨を乾燥させることで歯肉を取り除くと、歯肉の厚み分だけ歯と骨に遊びができ、骨に付いたまま歯が自由に動くようになる。これを振ったり、叩いたり、棒などでこすったりして音を出し、楽器として用いたものである。鈴を付けたものもある。
キハーダの代用品として、LP社（英: Latin Percussion）が開発したヴィブラスラップがある。ヴィブラスラップはLP社の登録商標のため、他社は別の名称を用いている。ソナー社はヴィブラスラップに相当する楽器を「キハーダ」と呼称している。